# Поліщук Олег Васильович
Оле́г Васи́льович Поліщу́к (8 червня 1978 — 20 вересня 2015) — солдат Збройних сил України, учасник російсько-української війни.

## Життєпис
Народився 1978 року в селі Волосівка Житомирської області. Батьки були військовими, родина часто переїжджала, проживала в багатьох містах, оселилися у Вінниці. Там Олег вчився у ЗОШ № 32, закінчив технікум, працював ювеліром. У 2010-х родина переїхала до Житомира.
Добровольцем пішов у зону бойових дій; перейшов на контракт, гранатометник 1-ї роти 24-ї механізованої бригади.
20 вересня 2015 року підірвався на вибуховому пристрої під час перевірки «сірої зони» поблизу 29-го блокпосту на трасі «Бахмутка» (поблизу Новотошківського Попаснянського району). Олег накрив тілом вибуховий пристрій та прийняв на себе весь удар від вибуху й численні осколки, цим врятував бойових побратимів. Помер від отриманих поранень.
Без Олега лишилися батьки та син.
Похований в селі Волосівка Чуднівського району.

## Нагороди та вшанування
За особисту мужність, сумлінне та бездоганне служіння Українському народові, зразкове виконання військового обов'язку відзначений — нагороджений
- орденом «За мужність» ІІІ ступеня (16.1.2016, посмертно)[1]
- 12 жовтня 2017 року у селі Волосівка відкрито Меморіальну дошку Олегу Поліщуку
- у вінницькій ЗОШ № 32 відкрито меморіальну дошку Олегу Поліщуку.